# カオマーク
カオマーク（タイ語: ข้าวหมาก、khao mak）は、タイのデザートとして飲まれる甘酒。khaoは米や炊飯時の糊汁、makは豊富という意味がある。ナム・タン・マオ（nam tan mao、namは水、tanは砂糖、maoは飲料）とも呼ばれる。
乳酸約0.3%、還元糖約35%、タンパク質1.7%を含み、やや酸味のある甘酒である。

## 製法
通常は白いもち米を原料とするが、赤米を用いる場合もあり、完成品の色に反映される。もち米を1晩浸水させ、30 - 40分かけて固めになるよう蒸し煮を行い、プラスチック容器に移して水洗する。室温（25 - 35°C）まで温度が下がったらルクパンという餅麹の粉末を散布し、よく混ぜる。かつてはここで小分けしてバナナの葉に包んでいたが、近年は容器に入れたまま糖化させる。2日ほど室温に置くとデンプン分解菌によって米の液化が進み、甘味が増してカオマークが完成する。
なお、そのまま10日間ほど熟成させるとルクパン内の酵母によってアルコール発酵が進み酒になる。さらに2 - 3週間おくと、米酢に変化する。